# Sotsha Dlamini
Sotsha Ernest Dlamini (Mankayane, 27 maggio 1940 – Mankayane, 7 febbraio 2017) è stato un politico swati, che è stato Primo ministro dello Swaziland dal 6 ottobre 1986 al 12 luglio 1989. Egli è nato a Mankayane, nel distretto di Manzini.  Sotsha Dlamini è morto il 7 febbraio 2017, all'età di 76 anni.

## Biografia
Sotsha Dlamini è nato a Mankayane. È diventato primo ministro dopo essere stato nominato da Mswati III nel 1986. Ha sostituito Bhekimpi Dlamini, che è stato destuito nel 1986. Dlamini è stato primo ministro mentre aumentavano le tensioni dell'apartheid. Dlamini è morto il 7 febbraio 2017, all'età di 76 anni; è crollato nella sua casa a Mankayane, nello Swaziland.